# Florshult
Florshult är en bebyggelse, belägen utefter riksväg 24, cirka 4 kilometer norr om Örkelljunga, i Örkelljunga socken i Örkelljunga kommun. Från 2015 till 2023 avgränsade SCB här en småort.